# 董元度
董元度（?—?），字寄庐，号曲江，山東平原縣人。清朝詩人，政治人物。

## 生平
乾隆十七年（1752年）壬申恩科进士，選庶吉士，散館改知縣，又改山東东昌府教授。與紀昀交好。工詩，有《旧雨草堂集》。

## 轶事
紀昀《閱微草堂筆記》載董元度少年時夢見人贈一扇之奇事。